# Федоровська (Тотемський район)
Федоро́вська (рос. Федоровская) — присілок у складі Тотемського району Вологодської області, Росія. Входить до складу Погоріловського сільського поселення.

## Населення
Населення — 20 осіб (2010; 23 у 2002).
Національний склад (станом на 2002 рік):
- росіяни — 96 %